# Kuniko Mukōda
Kuniko Mukōda (向田 邦子, Mukōda Kuniko, 28.11.1929 – 22.08.1981) Barcelona ser una guionista japonesa de ràdio i televisió. La majoria dels seus guions se centren en la vida i les relacions quotidianes. Va guanyar el 83è Premi Naoki (1980上) pels seus contes "Hanano Namae", "Kawauso" i "Inugoya”.

## Biografia
Mukōda va néixer a Tòquio i va canviar diverses vegades de domicili pel Japó en els seus primers anys per la feina del seu pare. Després de graduar-se a la Universitat Femenina Jissen, va aconseguir el 1952 una feina a Ondori Company, una empresa de publicitat cinematogràfica. El 1960, va deixar l'empresa i es va convertir en guionista i radioescriptora. El 22 d'agost de 1981 va morir al vol 103 de transport aeri de l'Extrem Orient quan es va estavellar a Taiwan.

## Obra
Mukōda és l'autora de la novel·la あ・うん (A, Un) que va adaptar d'un guió escrit per ella amb el mateix nom. El trio de contes pels quals va ser guardonada amb el premi Naoki es van publicar posteriorment a la col·lecció Omoide toranpu. Altres obres de Mukōda inclouen:
- Petit Canvi
- Ho dubto
- Manhattan
- Espatlla de vedella
- L'ou fals
- Pica triangular
- Senyor Carp
- Orelles
- Mitja Lluna
- La Finestra
- Trobada de nou
- Ashura no Gotoku (emès com a sèrie de televisió de dues parts el 1979. Un remake de 7 episodis dirigit per Hirokazu Kore-eda es va emetre el gener de 2025, titulat Asura)